# Wolfsberg (Breitbrunn am Chiemsee)
Wolfsberg ist ein Gemeindeteil der Gemeinde Breitbrunn am Chiemsee im Landkreis Rosenheim (Oberbayern, Bayern).

## Geschichte
Das bayerische Urkataster zeigt Wolfsberg in den 1810er Jahren als einen Weiler mit vier Gehöften, die sich um einen Weiher gruppieren. Der Weiher ist heute zugeschüttet und überbaut.

Ein Gehöft aus dem 18. Jahrhundert mit Nebengebäuden ist am Ort als Baudenkmal erhalten. 
Wolfsberg hat sich seit dem in den 1950er Jahren einsetzenden Bauboom in seiner Siedlungsfläche von ehemals knapp einem Hektar mehr als verzwanzigfacht. Das bebaute Gebiet des Gemeindeteils umfasst heute über 20 ha und reicht inzwischen bis an das Ufer des Chiemsees am Kailbacher Winkel heran.